# Arnaldo de Pinho
Arnaldo Cardoso de Pinho (Moldes, Arouca, 22 de Junho de 1942 - Porto, 15 de maio de 2025), é um professor universitário, filósofo, teólogo e homem de cultura. Antigo Director e Membro do Centro de Estudos do Pensamento Português da Universidade Católica Portuguesa - Porto.
Foi ordenado padre a 1 de Agosto de 1965, sendo actualmente Cónego do Cabido da Sé da Diocese do Porto.
Arnaldo de Pinho nasceu no lugar de Fundo de Vila, em Moldes, Arouca em 1942. Frequentou entre 1971 e 1976 a Universidade de Ciências Humanas de Estrasburgo, onde estudou Teologia e Filosofia, assim como História e Cultura Francesa, vindo a doutorar-se em Ciências Religiosas. Doutorou-se ainda em Salamanca no ano de 1987, na Universidade Pontifícia.
É professor catedrático jubilado da Faculdade de Teologia da Universidade Católica Portuguesa, tendo também sido director da Faculdade de Teologia (Porto). É mais um arouquense muito ligado à cidade do Porto e às suas instituições universitárias e de cultura.
Tem inúmeros artigos publicados, sobretudo na revista Communio, Humanistica e Teologia, Diálogo Ecumenico (Salamanca), Nova Renascença. Tem colaborado em vários Congressos e Colóquios em Portugal e no Estrangeiro.
Entre as suas obras, destacam-se, em colaboração: Pasion de Verdad, Newman cien años después (Salamanca, 1992) e Le monde politique a changé. Quelle culture pour quelle Europe (Saarbrucken, 1990).
Como obra própria, destaca-se: Desmitologização ou Interpretação, O que é a Teologia, Uma Cristologia para a identidade cristã na Modernidade; O Pensamento cristológico de D. António Ferreira Gomes; D. António Ferreira Gomes, Antologia do seu Pensamento (três volumes), selecção e notas, introdução ao II Vol.; Fé/Cultura, dois volumes (1987/92); Cultura da Modernidade e Nova Evangelização (Porto, 1991); Comentário à Exortação Apostólica "Christifiteles Laici", 3.ª ed. 1991. Leonardo Coimbra, Filosofia e Teologia, Novembro de 1998. Biografia de D. António Ferreira Gomes, intitulada Crónica de um amor à verdade.

## Ligações Externas
- «Centro de Estudos do Pensamento Português»
- «Real Irmandade Rainha Santa Mafalda»
- «Real Irmandade Rainha Santa Mafalda II»
- «Curriculum Vitae»
- Revista "Humanística e Teologia" homenageia professor que uniu cultura e saber teológico http://www.snpcultura.org/revista_humanistica_teologia_homenageia_professor_uniu_teologia_cultura.html Revista "Humanística e Teologia" homenageia professor que uniu cultura e saber teológico Verifique valor |url= (ajuda) Em falta ou vazio |título= (ajuda)
- «Câmara Municipal do Porto homenageia Professor Doutor Arnaldo de Pinho I»
- «Câmara Municipal do Porto homenageia Professor Doutor Arnaldo de Pinho II»
- «Câmara Municipal do Porto homenageia Professor Doutor Arnaldo de Pinho III»